# Giulio Natta
Giulio Natta (26.2.1903 – 2.5.1979) là nhà hóa học người Ý, đã đoạt Giải Nobel Hóa học năm 1963 chung với Karl Ziegler cho công trình nghiên cứu về polymer cao.

## Cuộc đời và Sự nghiệp
Natta sinh tại Imperia, Ý. Ông tốt nghiệp ngành kỹ thuật hóa học ở Đại học bách khoa Milano năm 1924. Năm 1927 ông vượt qua các kỳ thi để trở thành giáo sư tại đây. Năm 1933 ông trở thành giáo sư hoàn toàn và làm giám đốc "Viện Hóa học tổng quát" của Đại học Pavia, nơi ông làm việc tới năm 1935. Trong năm này, ông được bổ nhiệm làm giáo sư hoàn toàn về môn Hóa lý ở Đại học Rome.
Từ năm 1936 tới 1938 ông làm giáo sư và giám đốc "Viện Hóa học Công nghiệp" của Học viện bách khoa Torino. Năm 1938 ông lên giữ chức Trưởng Phân khoa "kỹ thuật hóa học" (chemical engineering) của Đại học bách khoa Milano. Việc này hơi gây tranh cãi, vì người tiền nhiệm của ông là Mario Giacomo Levi bị buộc phải từ chức do luật phân biệt chủng tộc đối với người Do Thái được đưa vào nước Ý phát xít thời đó.
Công trình nghiên cứu của Natta ở Politecnico di Milano đã dẫn tới sự cải tiến công trình của Karl Ziegler trước đây, cùng việc phát triển chất xúc tác Ziegler-Natta.

## Đời tư
Năm 1956 Natta được chẩn đoán là bị bệnh Parkinson. Năm 1963, tình trạng sức khỏe của ông đã xấu đi tới mức mà ông phải yêu cầu người con trai và 4 đồng nghiệp giúp để trình bày bài phát biểu tại buổi lễ trao giải Nobel tại Stockholm. Ông từ trần ngày 2.5.1979 ở Bergamo, Ý, thọ 76 tuổi.

## Giải thưởng
- Năm 1963, ông được trao Giải Nobel Hóa học chung với Karl Ziegler cho công trình nghiên cứu của họ trong lãnh vực polymer cao.